# Szaad Kamíl al-Fadli
Szaad Kamíl al-Fadli (arab betűkkel سعد كميل الفضلي; Kuvait, 1963. január 6. –) kuvaiti nemzetközi labdarúgó-játékvezető. Források szerint Saad Mane (Saad Kameel Manei) és a Saad Al Fadli ugyan az a személy.

## Pályafutása

### Nemzeti játékvezetés
Játékvezetői vizsgáját követően lakókörzetének labdarúgó-szövetség által üzemeltetett labdarúgó bajnokságokban kezdte sportszolgálatát. A Kuvaiti labdarúgó-szövetség Játékvezető Bizottságának (JB) minősítésével az 1. Liga játékvezetője. Küldési gyakorlat szerint rendszeres 4. bírói szolgálatot is végzett. A nemzeti játékvezetéstől 2008-ban visszavonult.

### Nemzetközi játékvezetés
A Kuvaiti labdarúgó-szövetség JB terjesztette fel nemzetközi játékvezetőnek, a Nemzetközi Labdarúgó-szövetség (FIFA) 1994-től tartotta nyilván bírói keretében. A FIFA JB központi nyelvei közül az angolt beszéli. Több nemzetek közötti válogatott, valamint AFC-kupa és AFC-bajnokok ligája klubmérkőzést vezetett, vagy működő társának 4. bíróként segített. A nemzetközi játékvezetéstől 2008-ban a FIFA 45 éves korhatárát elérve visszavonult.

#### Labdarúgó-világbajnokság
Az U20-as, az 1997-es ifjúsági labdarúgó-világbajnokságon a FIFA JB bíróként foglalkoztatta.
| Időpont          | Helyszín                        | Mérkőzés típusa              | Mérkőzés                                            | Eredmény | Nézők száma |
| ---------------- | ------------------------------- | ---------------------------- | --------------------------------------------------- | -------- | ----------- |
| 1997. június 18. | Darulmakmur Stadion, Kuantan    | csoportmérkőzés (D. csoport) | Costa Rica–Paraguay                                 | 1 – 1    | 5000        |
| 1997. június 20. | Darulmakmur Stadion, Kuantan    | csoportmérkőzés (D. csoport) | Spanyolország–Paraguayi U20-as labdarúgó-válogatott | 2 – 1    | 9000        |
| 1997. június 22. | Darul Aman Stadion, Alor Setar  | csoportmérkőzés (C. csoport) | Ghána–Egyesült Államok                              | 1 – 0    | 8000        |
| 1997. június 25. | Sarawak Stadion, Kuching        | egyik nyolcaddöntő           | Brazília–Belgium                                    | 10 – 0   | 8267        |
| 1997. július 5.  | Shah Alam Stadion, Kuala Lumpur | döntő                        | Uruguay–Argentína                                   | 1 – 2    | 62 000      |

---
Az 1998-as labdarúgó-világbajnokságon, a  2002-es labdarúgó-világbajnokságon, a
2006-os labdarúgó-világbajnokságon, és a 2010-es labdarúgó-világbajnokság selejtezőiben a FIFA JB bíróként alkalmazta. Selejtező mérkőzéseket az AFC  és a CONCACAF zónában irányított. Világbajnokságon vezetett mérkőzéseinek száma: 3.

##### 1998-as labdarúgó-világbajnokság
| Időpont              | Helyszín                | Mérkőzés típusa     | Mérkőzés        | Eredmény | Nézők száma |
| -------------------- | ----------------------- | ------------------- | --------------- | -------- | ----------- |
| 1997. szeptember 28. | Olimpiai Stadion, Tokió | 2. kör (D. csoport) | Japán–Dél-Korea | 1 – 2    | 56 704      |

##### 2002-es labdarúgó-világbajnokság

###### Selejtező mérkőzés
| Időpont             | Helyszín                           | Mérkőzés típusa              | Mérkőzés                  | Eredmény | Nézők száma |
| ------------------- | ---------------------------------- | ---------------------------- | ------------------------- | -------- | ----------- |
| 2001. március 25.   | Queen's Park Oval, Port of Spain   | előselejtező (döntő csoport) | Trinidad és Tobago–Mexikó | 1 – 1    | 8000        |
| 2001. május 27.     | Gelora Bung Karno Stadion, Jakarta | előselejtező (9. csoport)    | Indonézia–Kína            | 0 – 2    | 50 000      |
| 2001. augusztus 17. | Fad király Stadion, Rijád          | 2. kör (A. csoport)          | Szaúd-Arábia–Bahrein      | 1 – 1    | 45 000      |

###### Világbajnoki mérkőzés
| Időpont          | Helyszín                           | Mérkőzés típusa              | Mérkőzés                                    | Eredmény | Nézők száma |
| ---------------- | ---------------------------------- | ---------------------------- | ------------------------------------------- | -------- | ----------- |
| 2002. június 1.  | Munsu Cup Stadion, Ulszan          | csoportmérkőzés (A. csoport) | Uruguay–Dánia                               | 1 – 2    | 30 157      |
| 2002. június 12. | Daejeon World Cup Stadion, Tedzson | csoportmérkőzés (B. csoport) | Dél-Afrika–Spanyolország                    | 2 – 3    | 31 024      |
| 2002. június 29. | Világbajnoki Stadion, Tegu         | bronzmérkőzés                | Dél-koreai labdarúgó-válogatott–Törökország | 2 – 3    | 63 483      |

##### 2006-os labdarúgó-világbajnokság
| Időpont          | Helyszín                       | Mérkőzés típusa           | Mérkőzés             | Eredmény | Nézők száma |
| ---------------- | ------------------------------ | ------------------------- | -------------------- | -------- | ----------- |
| 2004. június 10. | Khaled bin Walid Stadion, Homs | előselejtező (6. csoport) | Szíria–Tádzsikisztán | 2 – 1    | 18 000      |

##### 2010-es labdarúgó-világbajnokság
| Időpont           | Helyszín                     | Mérkőzés típusa           | Mérkőzés                                                         | Eredmény | Nézők száma |
| ----------------- | ---------------------------- | ------------------------- | ---------------------------------------------------------------- | -------- | ----------- |
| 2007. október 8.  | Nemzetközi Stadion, Saida    | egyik előselejtező        | Libanon–India                                                    | 4 – 1    | 500         |
| 2007. október 28. | Abbasiyyin Stadion, Damascus | egyik előselejtező        | Irak–Pakisztán                                                   | 0 – 0    | 8 000       |
| 2008. március 26. | Hongkou Stadion, Sanghaj     | előselejtező (3. csoport) | Észak-Korea–Dél-Korea                                            | 0 – 0    | 20 000      |
| 2008. június 2.   | Fahd király Stadion, Rijád   | előselejtező (4. csoport) | Szaúd-arábiai labdarúgó-válogatott–Libanoni labdarúgó-válogatott | 4 – 1    | 8000        |
| 2008. június 14.  | Nemzeti Stadion, Riffa       | előselejtező (2. csoport) | Bahreini labdarúgó-válogatott–Omán                               | 1 – 1    | 25 000      |

#### Ázsia-kupa
Aa 2000-es Ázsia-kupán, a 2004-es Ázsia-kupán és a 2007-es Ázsia-kupán az AFC JB bíróként alkalmazta.

##### 2000-es Ázsia-kupa
| Időpont           | Helyszín                    | Mérkőzés típusa              | Mérkőzés                                                           | Eredmény | Nézők száma |
| ----------------- | --------------------------- | ---------------------------- | ------------------------------------------------------------------ | -------- | ----------- |
| 2000. október 15. | Sportvárosi Stadion, Bejrút | csoportmérkőzés (A. csoport) | Iráni labdarúgó-válogatott–Thaiföld                                | 1 – 1    | 10 000      |
| 2000. október 26. | Sportvárosi Stadion, Bejrút | egyik elődöntő               | Dél-koreai labdarúgó-válogatott–Szaúd-arábiai labdarúgó-válogatott | 1 – 2    | 7 000       |

##### 2004-es Ázsia-kupa
| Időpont            | Helyszín                            | Mérkőzés típusa              | Mérkőzés                                                   | Eredmény | Nézők száma |
| ------------------ | ----------------------------------- | ---------------------------- | ---------------------------------------------------------- | -------- | ----------- |
| 2004. július 22.   | Sichuan Longquanyi Stadion, Csengtu | csoportmérkőzés (C. csoport) | Türkmenisztán–Irak                                         | 2 – 3    | 22 000      |
| 2004. július 31.   | Shandong Sport Center, Jinan        | egyik negyeddöntő            | Dél-koreai labdarúgó-válogatott–Iráni labdarúgó-válogatott | 3 – 4    | 20 000      |
| 2004. augusztus 7. | Workers Stadion, Peking             | döntő                        | Kínai labdarúgó-válogatott–Japán labdarúgó-válogatott      | 1 – 3    | 62 000      |

##### 2007-es Ázsia-kupa

###### Selejtező mérkőzés
| Időpont             | Helyszín                             | Mérkőzés típusa           | Mérkőzés                                 | Eredmény | Nézők száma |
| ------------------- | ------------------------------------ | ------------------------- | ---------------------------------------- | -------- | ----------- |
| 1967. október 28.   | Althawra Sports City Stadion, Szanaa | előselejtező (A. csoport) | Jemen–Szaúd-arábiai labdarúgó-válogatott | 0 – 4    | 55 000      |
| 2006. szeptember 6. | Al Shaab Stadion, Dubaj              | előselejtező (C. csoport) | Egyesült Arab Emírségek–Jordánia         | 0 – 0    | 9 000       |
| 2006. október 11.   | Abdullah király Stadion, Ammán       | előselejtező (E. csoport) | Palesztina–Kínai labdarúgó-válogatott    | 0 – 2    | 3 000       |

###### Ázsia-kupa mérkőzés
| Időpont          | Helyszín                          | Mérkőzés típusa              | Mérkőzés                                                   | Eredmény | Nézők száma |
| ---------------- | --------------------------------- | ---------------------------- | ---------------------------------------------------------- | -------- | ----------- |
| 2007. július 11. | Bukit Jalil Stadion, Kuala Lumpur | csoportmérkőzés (C. csoport) | Iráni labdarúgó-válogatott–Üzbegisztán                     | 2 – 1    | 1 863       |
| 2007. július 18. | Marcel Saupin Stadion, Shah Alam  | csoportmérkőzés (C. csoport) | Üzbég labdarúgó-válogatott–Kínai labdarúgó-válogatott      | 3 – 0    | 2 200       |
| 2007. július 21. | My Dinh Stadion, Hanoi            | egyik negyeddöntő            | Japán labdarúgó-válogatott–Ausztrália                      | 1 – 1    | 25 000      |
| 2007. július 25. | Bukit Jalil Stadion, Kuala Lumpur | egyik elődöntő               | Iraki labdarúgó-válogatott–Dél-koreai labdarúgó-válogatott | 0 – 0    | 12 500      |

#### Olimpiai játékok
A 2000. évi nyári olimpiai játékok labdarúgó tornájának, ahol a FIFA JB bírói szolgálatra alkalmazta.
| Időpont              | Helyszín                               | Mérkőzés típusa              | Mérkőzés                                   | Eredmény | Nézők száma |
| -------------------- | -------------------------------------- | ---------------------------- | ------------------------------------------ | -------- | ----------- |
| 2000. szeptember 14. | Melbourne-i Krikett Stadion, Melbourne | csoportmérkőzés (B. csoport) | Marokkó–Chile                              | 1 – 4    | 22 654      |
| 2000. szeptember 23. | Melbourne-i Krikett Stadion, Melbourne | egyik negyeddöntő            | Chilei U23-as labdarúgó-válogatott–Nigéria | 4 – 1    | 44 425      |

#### Konföderációs kupa
Az 1997-es konföderációs kupán a FIFA JV hivatalnokként vette igénybe szolgálatát.
| Időpont            | Helyszín                              | Mérkőzés típusa              | Mérkőzés                                 | Eredmény | Nézők száma |
| ------------------ | ------------------------------------- | ---------------------------- | ---------------------------------------- | -------- | ----------- |
| 1997. december 15. | Fahd király Nemzetközi Stadion, Rijád | csoportmérkőzés (B. csoport) | Csehország–Uruguayi labdarúgó-válogatott | 1 – 2    | 8000        |

#### Nemzetközi kupamérkőzések
Vezetett kupadöntők száma: 1.

##### FIFA-klubvilágbajnokság
| Időpont         | Helyszín                         | Mérkőzés típusa              | Mérkőzés                              | Eredmény | Nézők száma |
| --------------- | -------------------------------- | ---------------------------- | ------------------------------------- | -------- | ----------- |
| 2000. január 8. | Maracanã Stadion, Rio de Janeiro | csoportmérkőzés (B. csoport) | Manchester United FC–CR Vasco da Gama | 1 – 3    | 73 000      |

##### Arab bajnokok-ligája
| Időpont         | Helyszín                        | Mérkőzés típusa | Mérkőzés                  | Eredmény |
| --------------- | ------------------------------- | --------------- | ------------------------- | -------- |
| 2008. május 22. | Mustapha-Tchaker Stadion, Blida | döntő           | ES Sétif–Vidad Casablanca | 1 – 0    |

## Szakmai sikerek
- Az Ázsiai Labdarúgó-szövetség (AFC) JB 1997-ben az Év Játékvezetője elismerő címmel jutalmazta.
- A IFFHS (International Federation of Football History & Statistics) 2008-ban tartott nemzetközi szavazásán minden idők 68. legjobb bírójának rangsorolta, holtversenyben Arnaldo Coelho, Carlos Amarilla, Emilio Soriano Aladrén, Héctor Baldassi, Robert Valentine társaságában.
- Az IFFHS 1987/2011 évadokról tartott nemzetközi szavazásán 151 játékvezető besorolásával minden idők 95. legjobb bírójának rangsorolta, holtversenyben Ernesto Filippi, Rune Pedersen társaságában.
- 2010-ben hazájában 10 éve a legmagasabb Ligában (osztályban) folyamatosan tevékenykedő, eredményes pályafutása elismeréseként, a FIFA JB felterjesztésére az 1965-ben alapított International Referee Special Award címmel és oklevéllel tüntette ki.